# Saison 2020-2021 des Oilers d'Edmonton
Autres saisons
Saison précédente Saison suivante
La saison 2020-2021 des Oilers d'Edmonton est la 42e saison de hockey sur glace jouée par la franchise dans la Ligue nationale de hockey. Cette saison est particulière, à cause de la pandémie de la Covid-19, débute en janvier et se dispute sur un calendrier condensé de 56 matchs.

## Avant-saison

### Contexte
Depuis l'arrivée de Connor McDavid dans la LNH, les supporters des Oilers ont de grandes attentes envers leur équipe. Avec Leon Draisaitl, ils se classent systématiquement dans les dix meilleurs attaquants de la ligue. Malheureusement, ça ne suffit pas pour permettre aux Oilers de prétendre aux grands honneurs, car le reste du contingent n'est pas au niveau. Sur les cinq dernières années, ils ont participé seulement deux fois aux séries éliminatoires, ne remportant qu'une seule ronde.

### Mouvements d’effectifs

#### Transactions
| Date            | Acquisition des Oilers        | Partenaire d'échange      | Acquisition du partenaire                                                  |
| --------------- | ----------------------------- | ------------------------- | -------------------------------------------------------------------------- |
| 12 avril 2021   | Dmitri Kulikov                | Devils du New Jersey      | un choix conditionnel de troisième tour au repêchage de 2022               |
| 12 juillet 2021 | Duncan Keith et Tim Soderlund | Blackhawks de Chicago     | Caleb Jones et un choix conditionnel de deuxième tour au repêchage de 2022 |
| 12 juillet 2021 | Considérations futures        | Hurricanes de la Caroline | Dylan Wells                                                                |

#### Signatures d'agent libre
| Joueur             | Date              | Ancienne franchise        | Durée du contrat |
| ------------------ | ----------------- | ------------------------- | ---------------- |
| Kyle Turris        | 9 octobre 2020    | Predators de Nashville    | 2 ans            |
| Alan Quine         | 9 octobre 2020    | Flames de Calgary         | 1 an             |
| Anton Forsberg     | 9 octobre 2020    | Hurricanes de la Caroline | 1 an             |
| Seth Griffith      | 9 octobre 2020    | Jets de Winnipeg          | 2 ans            |
| Tyson Barrie       | 10 octobre 2020   | Maple Leafs de Toronto    | 1 an             |
| Dominik Kahun      | 1er novembre 2020 | Sabres de Buffalo         | 1 an             |
| Philip Kemp        | 25 novembre 2020  | Bulldogs de Yale          | 3 ans            |
| Slater Koekkoek    | 26 décembre 2020  | Blackhawks de Chicago     | 1 an             |
| Devin Shore        | 13 janvier 2021   | Blue Jackets de Columbus  | 1 an             |
| Michael Kesselring | 22 mars 2021      | Huskies de Northeastern   | 3 ans            |
| Dylan Holloway     | 16 avril 2021     | Badgers du Wisconsin      | 3 ans            |
| Ilia Konovalov     | 3 mai 2021        | Lokomotiv Iaroslavl       | 2 ans            |

#### Départs d'agent libre
| Joueur             | Date             | Franchise suivante                |
| ------------------ | ---------------- | --------------------------------- |
| Matthew Benning    | 9 octobre 2020   | Predators de Nashville            |
| Josh Currie        | 9 octobre 2020   | Penguins de Pittsburgh            |
| Tomáš Jurčo        | 10 octobre 2020  | Golden Knights de Vegas           |
| Logan Day          | 12 octobre 2020  | Phantoms de Lehigh Valley         |
| Shane Starrett     | 20 octobre 2020  | Penguins de Wilkes-Barre/Scranton |
| Cameron Hebig      | 17 novembre 2020 | Everblades de la Floride          |
| Andreas Athanasiou | 28 décembre 2020 | Kings de Los Angeles              |
| Riley Sheahan      | 8 janvier 2021   | Sabres de Buffalo                 |
| Keegan Lowe        | 11 janvier 2021  | Gulls de San Diego                |
| Joakim Nygård      | 28 mai 2021      | Färjestad BK                      |
| Gaëtan Hass        | 10 juin 2021     | Hockey Club Bienne                |

#### Prolongations de contrat
| Joueur              | Date             | Durée du contrat |
| ------------------- | ---------------- | ---------------- |
| Jesse Puljujärvi    | 7 septembre 2020 | 2 ans            |
| Tyler Ennis         | 9 octobre 2020   | 1 an             |
| Mike Smith          | 10 octobre 2020  | 1 an             |
| Kris Russell        | 21 octobre 2020  | 2 ans            |
| William Lagesson    | 4 novembre 2020  | 2 ans            |
| Ethan Bear          | 29 décembre 2020 | 2 ans            |
| Devin Shore         | 10 juin 2021     | 2 ans            |
| Ryan Nugent-Hopkins | 29 juin 2021     | 8 ans            |

#### Réclamé au ballotage
| Joueur         | Date            | Franchise suivante   |
| -------------- | --------------- | -------------------- |
| Troy Grosenick | 16 janvier 2021 | Kings de Los Angeles |
| Alex Stalock   | 1er mars 2021   | Wild du Minnesota    |

#### Départ au ballotage
| Joueur         | Date            | Franchise suivante        |
| -------------- | --------------- | ------------------------- |
| Anton Forsberg | 12 janvier 2021 | Hurricanes de la Caroline |
| Troy Grosenick | 6 février 2021  | Kings de Los Angeles      |

### Joueurs repêchés
Les Oilers possèdent le 14e droit lors du repêchage de 2020 se déroulant virtuellement. Ils sélectionnent au premier tour Dylan Holloway, Centre des Badgers du Wisconsin de la NCAA. La liste des joueurs repêchés en 2020 par les est la suivante :
| Tour | Choix | Nom                | Poste         | Nationalité | Équipe précédente                 |
| ---- | ----- | ------------------ | ------------- | ----------- | --------------------------------- |
| 1    | 14    | Dylan Holloway     | Centre        | Canada      | Badgers du Wisconsin (NCAA)       |
| 4    | 100   | Carter Savoie      | Ailier gauche | Canada      | Crusaders de Sherwood Park (LHJA) |
| 5    | 126   | Tyler Tullio       | Ailier droit  | Canada      | Generals d'Oshawa (LHO)           |
| 5    | 138   | Maksim Beriozkine  | Ailier gauche | Russie      | Lokomotiv Iaroslavl 2 (MHL)       |
| 6    | 169   | Filip Engaras      | Centre        | Suède       | Wildcats du New Hampshire (NCAA)  |
| 7    | 200   | Jeremias Lindewall | Ailier droit  | Suède       | MODO Hockey U20 (J20Superelit)    |

Les Oilers ont également cédé trois de leurs choix d'origine : 
- le 45e, un choix de deuxième tour acquis par les Kings de Los Angeles le 7 octobre 2020 lors d’un échange avec les Red Wings. Les Kings cèdent un choix de deuxième et un choix de quatrième ronde en 2020 (51e et 97e au total)[40]
Détroit a précédemment acquis ce choix le 24 février 2020 en compagnie de Sam Gagner et d'un choix de deuxième ronde en 2021, lors d'un échange avec les Oilers. les Red Wings cèdent Andreas Athanasiou et Ryan Kuffner[41]
- le 76e, un choix de troisième tour cédé aux Sharks de San José le 7 octobre 2020 lors d’un échange avec les Oilers. San José cède un choix de quatrième ronde en 2020 et un choix de cinquième ronde en 2020 (100e et 126e au total)[38]
- le 107e, un choix de quatrième tour acquis par les Red Wings de Détroit le 23 février 2020 en compagnie de Kyle Brodziak, lors d’un échange avec les Oilers. Détroit cède Mike Green[42]

## Composition de l'équipe
L'équipe 2020-2021 des Oilers est entraînée au départ par David Tippett, assisté de Glen Gulutzan, de Jim Playfair, de Dustin Schwartz, de Sylvain Rodrigue et de Brian Wiseman. Le directeur général de la franchise est Kenneth Holland.
Les joueurs utilisés depuis le début de la saison sont inscrits dans le tableau ci-dessous. Les buts des séances de tir de fusillade ne sont pas comptés dans ces statistiques. Certains des joueurs ont également joué des matchs avec l'équipe associée aux : le Condors de Bakersfield, franchise de la Ligue américaine de hockey.
En raison de la pandémie, la ligue met en place un encadrement élargis appelé Taxi-squad. Il s'agit de joueurs se tenant à disposition avec l'équipe prêt à remplacer un joueur qui serait tester positif à la COVID-19. Quatorze parmi eux n'ont disputé aucune rencontre avec les Canadiens, il s'agit de Philip Broberg, de Philip Kemp, de Raphaël Lavoie, de Theodor Lennstrom, de Alex Stalock et de Dylan Wells.
| No | Nationalité | Joueur         | PJ | V  | D  | DP | Min   | BC | BL | Moy  | %Arr | A | Pun | Commentaire |
| -- | ----------- | -------------- | -- | -- | -- | -- | ----- | -- | -- | ---- | ---- | - | --- | ----------- |
| 19 | Finlande    | Mikko Koskinen | 26 | 13 | 13 | 0  | 1 438 | 76 | 0  | 3,17 | 89,9 | 2 | 0   |             |
| 41 | Canada      | Mike Smith     | 32 | 21 | 6  | 2  | 1 847 | 71 | 3  | 2,31 | 92,3 | 2 | 6   |             |
| 50 | Canada      | Stuart Skinner | 1  | 1  | 0  | 0  | 60    | 5  | 0  | 5,03 | 86,8 | 0 | 0   |             |

| No | Nationalité | Joueur           | PJ | B  | A  | Pts | Pun | Commentaire                                        |
| -- | ----------- | ---------------- | -- | -- | -- | --- | --- | -------------------------------------------------- |
| 4  | Canada      | Kris Russell     | 35 | 0  | 9  | 9   | 8   |                                                    |
| 6  | Suède       | Adam Larsson     | 56 | 4  | 6  | 10  | 24  | assistant capitaine                                |
| 20 | Canada      | Slater Koekkoek  | 18 | 1  | 0  | 1   | 2   |                                                    |
| 22 | Canada      | Tyson Barrie     | 56 | 8  | 40 | 48  | 10  |                                                    |
| 25 | Canada      | Darnell Nurse    | 56 | 16 | 20 | 36  | 57  | assistant capitaine                                |
| 70 | Russie      | Dmitry Kulikov   | 10 | 0  | 2  | 2   | 2   | A commencé la saison avec les Devils du New Jersey |
| 74 | Canada      | Ethan Bear       | 43 | 2  | 6  | 8   | 14  |                                                    |
| 75 | Canada      | Evan Bouchard    | 14 | 2  | 3  | 5   | 2   |                                                    |
| 82 | États-Unis  | Caleb Jones      | 33 | 0  | 4  | 4   | 6   |                                                    |
| 84 | Suède       | William Lagesson | 19 | 0  | 2  | 2   | 9   |                                                    |

| No | Nationalité        | Joueur              | Poste | PJ | B  | A  | Pts | Pun | Commentaire           |
| -- | ------------------ | ------------------- | ----- | -- | -- | -- | --- | --- | --------------------- |
| 8  | Canada             | Kyle Turris         | C     | 27 | 2  | 3  | 5   | 10  |                       |
| 10 | Suède              | Joakim Nygård       | AG    | 9  | 0  | 0  | 0   | 4   |                       |
| 13 | Finlande           | Jesse Puljujärvi    | AD    | 55 | 15 | 10 | 25  | 16  |                       |
| 14 | Canada             | Devin Shore         | C     | 38 | 5  | 4  | 9   | 6   |                       |
| 15 | Canada             | Josh Archibald      | AD    | 52 | 7  | 6  | 13  | 37  |                       |
| 16 | Canada             | Jujhar Khaira       | AG    | 40 | 3  | 8  | 11  | 42  |                       |
| 18 | Canada             | James Neal          | AG    | 29 | 5  | 5  | 10  | 11  |                       |
| 21 | République tchèque | Dominik Kahun       | C     | 48 | 9  | 6  | 15  | 2   |                       |
| 29 | Allemagne          | Leon Draisaitl      | C     | 56 | 31 | 53 | 84  | 22  | assistant capitaine   |
| 39 | Canada             | Alex Chiasson       | AD    | 45 | 9  | 7  | 16  | 33  |                       |
| 44 | Canada             | Zack Kassian        | AD    | 27 | 2  | 3  | 5   | 15  |                       |
| 52 | Danemark           | Patrick Russell     | AD    | 8  | 0  | 2  | 2   | 0   |                       |
| 56 | États-Unis         | Kailer Yamamoto     | AD    | 52 | 8  | 13 | 21  | 26  |                       |
| 63 | Canada             | Tyler Ennis         | C     | 30 | 3  | 6  | 9   | 6   |                       |
| 71 | Canada             | Ryan McLeod         | C     | 10 | 0  | 1  | 1   | 0   |                       |
| 91 | Suisse             | Gaëtan Haas         | C     | 34 | 2  | 1  | 3   | 10  |                       |
| 93 | Canada             | Ryan Nugent-Hopkins | C     | 52 | 16 | 19 | 35  | 22  | assistant capitaine   |
| 97 | Canada             | Connor McDavid      | C     | 56 | 33 | 72 | 105 | 20  | capitaine de l'équipe |

### Match après match
Cette section présente les résultats de la saison régulière qui s'est déroulée du 13 janvier au 12 mai. Le calendrier de cette dernière est annoncé par la ligue le 23 décembre 2020.
Nota : les résultats sont indiqués dans la boîte déroulante ci-dessous afin de ne pas surcharger l'affichage de la page. La colonne « Fiche » indique à chaque match le parcours de l'équipe au niveau des victoires, défaites et défaites en prolongation ou lors de la séance de tir de fusillade (dans l'ordre). La colonne « Pts » indique les points récoltés par l'équipe au cours de la saison. Une victoire rapporte deux points et une défaite en prolongation, un seul.
| No | Date       | Adversaire  | Lieu      | Score   | Buteur(s) des Canadiens | Fiche   | Pts | Gardien de but | Patinoire             | Résumé     |
| -- | ---------- | ----------- | --------- | ------- | --- | ------- | --- | -------------- | --------------------- | ---------- |
| 1  | 13 janvier | Canucks     | Edmonton  | 5-3     | Yamamoto (Draisaitl) Nurse (Kassian - Bear) Larsson (Jones - Kahun) | 0-1-0   | 0   | Koskinen       | Rogers Place          | [ fdm 1 ]  |
| 2  | 14 janvier | Canucks     | Edmonton  | 2-5     | Nugent-Hopkins (Draisaitl - McDavid) McDavid (Yamamoto - Draisaitl) McDavid (Draisaitl - Barrie) McDavid (Draisaitl - Nugent-Hopkins) Nugent-Hopkins (Yamamoto)                                                                  | 1-1-0   | 2   | Koskinen       | Rogers Place          | [ fdm 2 ]  |
| 3  | 16 janvier | Canadiens   | Edmonton  | 5-1     | Koekkoek (Barrie - McDavid) | 1-2-0   | 2   | Koskinen       | Rogers Place          | [ fdm 3 ]  |
| 4  | 18 janvier | Canadiens   | Edmonton  | 3-1     | Shore | 1-3-0   | 2   | Koskinen       | Rogers Place          | [ fdm 4 ]  |
| 5  | 20 janvier | Maple Leafs | Toronto   | 3-1     | Yamamoto (Draisaitl) Draisaitl (Puljujärvi - Nugent-Hopkins) Archibald (McDavid - Nurse) | 2-3-0   | 4   | Koskinen       | Scotiabank Arena      | [ fdm 5 ]  |
| 6  | 22 janvier | Maple Leafs | Toronto   | 2-4     | Draisaitl (Yamamoto) McDavid (Bear - Nugent-Hopkins) | 2-4-0   | 4   | Koskinen       | Scotiabank Arena      | [ fdm 6 ]  |
| 7  | 24 janvier | Jets        | Winnipeg  | 4-3     | Nugent-Hopkins (McDavid - Puljujärvi) Turris (Kassian - Neal) Yamamoto (McDavid - Draisaitl) Draisaitl (McDavid - Nurse) | 3-4-0   | 6   | Koskinen       | Bell MTS Place        | [ fdm 7 ]  |
| 8  | 26 janvier | Jets        | Winnipeg  | 4-6     | Draisaitl (Nurse - Koskinen) Larsson (Russell - Khaira) Nugent-Hopkins (McDavid - Nurse) McDavid (Nurse - Draisaitl) | 3-5-0   | 6   | Koskinen       | Bell MTS Place        | [ fdm 8 ]  |
| 9  | 28 janvier | Maple Leafs | Edmonton  | 4-3     | Draisaitl (McDavid - Nurse) Draisaitl (McDavid - Barrie) Kassian (Turris - Larsson) | 3-6-0   | 6   | Koskinen       | Rogers Place          | [ fdm 9 ]  |
| 10 | 30 janvier | Maple Leafs | Edmonton  | 3-4 (P) | Kahun (Draisaitl) Archibald (McDavid - Ennis) McDavid (Barrie) McDavid (Draisaitl - Barrie) | 4-6-0   | 8   | Koskinen       | Rogers Place          | [ fdm 10 ] |
| 11 | 31 janvier | Sénateurs   | Edmonton  | 5-8     | Kahun (Draisaitl) Neal (Nugent-Hopkins - McDavid) Barrie (Draisaitl - McDavid) Neal (Turris) Nugent-Hopkins (Mcdavid - Draisaitl) McDavid (Draisaitl - Nugent-Hopkins) Nurse (McDavid - Draisaitl) Yamamoto (Draisaitl - Barrie) | 5-6-0   | 10  | Skinner        | Rogers Place          | [ fdm 11 ] |
| 12 | 02 février | Sénateurs   | Edmonton  | 2-4     | Nurse (Barrie - McDavid) Puljujärvi (McDavid - Barrie) Draisaitl (Yamamoto) Puljujärvi (Bouchard - Russell) | 6-6-0   | 12  | Koskinen       | Rogers Place          | [ fdm 12 ] |
| 13 | 06 février | Flames      | Calgary   | 4-6     | Khaira (Lagesson - Larsson) McDavid (Nugent-Hopkins - Barrie) Puljujärvi (McDavid) Nurse (Kahun - Draisaitl) | 6-7-0   | 12  | Koskinen       | Scotiabank Saddledome | [ fdm 13 ] |
| 14 | 08 février | Sénateurs   | Ottawa    | 3-1     | Draisaitl (Kahun) Ennis (Lagesson - Draisaitl) Archibald (McDavid) | 7-7-0   | 14  | Smith          | Centre Canadian Tire  | [ fdm 14 ] |
| 15 | 09 février | Sénateurs   | Ottawa    | 3-2     | Nurse (Archibald - Khaira) Bouchard (Khaira) Barrie (Chiasson -Shore) | 8-7-0   | 16  | Koskinen       | Centre Canadian Tire  | [ fdm 15 ] |
| 16 | 11 février | Canadiens   | Montréal  | 3-0     | Khaira (Archibald - Ennis) Nurse Barrie (Draisaitl - McDavid) | 9-7-0   | 18  | Smith          | Centre Bell           | [ fdm 16 ] |
| 17 | 15 février | Jets        | Edmonton  | 6-5     | Chiasson (Shore - Bouchard) Nugent-Hopkins (McDavid - Barrie) Yamamoto (Nurse - Barrie) Chiasson (Ennis - Bouchard) Nugent-Hopkins (Puljujärvi - McDavid)                                                                        | 9-8-0   | 18  | Koskinen       | Rogers Place          | [ fdm 17 ] |
| 18 | 17 février | Jets        | Edmonton  | 2-3     | Puljujärvi (McDavid - Nugent-Hopkins) Draisaitl (Ennis - Russell) Draisaitl (Nugent-Hopkins - McDavid) | 10-8-0  | 20  | Smith          | Rogers Place          | [ fdm 18 ] |
| 19 | 19 février | Flames      | Calgary   | 2-1     | Puljujärvi (Barrie - Nurse) Haas (Neal - Chiasson) | 11-8-0  | 22  | Smith          | Scotiabank Saddledome | [ fdm 19 ] |
| 20 | 20 février | Flames      | Edmonton  | 1-7     | Chiasson (McDavid - Draisaitl) Nugent-Hopkins (McDavid - Nurse) McDavid (Barrie - Nugent-Hopkins) McDavid McDavid (Russell - Khaira) Nugent-Hopkins (Nurse - Neal) Archibald (Kahun - Draisaitl)                                 | 12-8-0  | 24  | Koskinen       | Rogers Place          | [ fdm 20 ] |
| 21 | 23 février | Canucks     | Vancouver | 4-3     | Kahun (Barrie - Draisaitl) Kahun (Draisaitl - Yamamoto) br>McDavid (Draisaitl - Chiasson) Ennis (Khaira - Larsson) | 13-8-0  | 26  | Smith          | Rogers Arena          | [ fdm 21 ] |
| 22 | 25 février | Canucks     | Vancouver | 3-0     | Chiasson (Nugent-Hopkins - Barrie) Puljujärvi (Draisaitl - McDavid) McDavid (Yamamoto) | 14-8-0  | 28  | Smith          | Rogers Arena          | [ fdm 22 ] |
| 23 | 27 février | Maple Leafs | Edmonton  | 4-0     | | 14-9-0  | 28  | Smith          | Rogers Place          | [ fdm 23 ] |
| 24 | 01 mars    | Maple Leafs | Edmonton  | 3-0     | | 14-10-0 | 28  | Koskinen       | Rogers Place          | [ fdm 24 ] |
| 25 | 03 mars    | Maple Leafs | Edmonton  | 6-1     | Nugent-Hopkins (Draisaitl - Russell) | 14-11-0 | 28  | Smith          | Rogers Place          | [ fdm 25 ] |
| 26 | 06 mars    | Flames      | Edmonton  | 2-3     | Puljujärvi (Russell - McDavid) Yamamoto (Draisaitl - McDavid) McDavid (Yamamoto - Russell) | 15-11-0 | 30  | Smith          | Rogers Place          | [ fdm 26 ] |
| 27 | 08 mars    | Sénateurs   | Edmonton  | 2-3     | Yamamoto (Nurse - McDavid) Chiasson (McDavid - Koskinen) Draisaitl (Turris - Barrie) | 16-11-0 | 32  | Koskinen       | Rogers Place          | [ fdm 27 ] |
| 28 | 10 mars    | Sénateurs   | Edmonton  | 1-7     | Nurse (Draisaitl - Barrie) Khaira (Shore) Draisaitl (Barrie- Smith) McDavid (Draisaitl - Nurse) Draisaitl (McDavid -Barrie) Neal (Chiasson) Draisaitl (McDavid - Barrie)                                                         | 17-11-0 | 34  | Smith          | Rogers Place          | [ fdm 28 ] |
| 29 | 12 mars    | Sénateurs   | Edmonton  | 2-6     | McDavid (Draisaitl - Yamamoto) Barrie (McDavid) Nurse (Russell) Draisaitl (McDavid - Barrie) Ennis (Nugent-Hopkins) Haas (Ennis - Larsson)                                                                                       | 18-11-0 | 36  | Smith          | Rogers Place          | [ fdm 29 ] |
| 30 | 13 mars    | Canucks     | Vancouver | 1-2     | Draisaitl (Nugent-Hopkins - McDavid) | 18-11-0 | 36  | Koskinen       | Rogers Arena          | [ fdm 30 ] |
| 31 | 15 mars    | Flames      | Calgary   | 3-4     | Larsson (Yamamoto - Ennis) Archibald (Shore - Bear) Draisaitl (McDavid) | 18-12-0 | 36  | Smith          | Scotiabank Saddledome | [ fdm 31 ] |
| 32 | 17 mars    | Flames      | Calgary   | 7-3     | Nugent-Hopkins (McDavid) Puljujärvi (Barrie - Draisaitl) Kahun (Draisaitl - Barrie) McDavid (Barrie - Draisaitl) Chiasson (Nugent-Hopkins - Barrie) Nurse (McDavid - Puljujärvi) Kassian (Haas - Nurse)                          | 19-13-0 | 38  | Smith          | Scotiabank Saddledome | [ fdm 32 ] |
| 33 | 18 mars    | Jets        | Edmonton  | 1-2     | McDavid (Nurse - Barrie) McDavid (Kassian - Barrie) | 20-13-0 | 40  | Koskinen       | Rogers Place          | [ fdm 33 ] |
| 34 | 20 mars    | Jets        | Edmonton  | 2-4     | McDavid Nurse (Puljujärvi) Draisaitl (McDavid - Nurse) Shore (Nugent-Hopkins) | 21-13-0 | 42  | Smith          | Rogers Place          | [ fdm 34 ] |
| 35 | 27 mars    | Maple Leafs | Toronto   | 3-4 (P) | Nurse (McDavid - Draisaitl) Draisaitl (McDavid -Barrie) Barrie (Draisaitl) | 21-13-1 | 43  | Smith          | Scotiabank Arena      | [ fdm 35 ] |
| 36 | 29 mars    | Maple Leafs | Toronto   | 3-2 (P) | Archibald (Russell - Khaira) Turris (Larsson - Nugent-Hopkins) Nurse (McDavid - Draisaitl) | 22-13-1 | 45  | Smith          | Scotiabank Arena      | [ fdm 36 ] |
| 37 | 30 mars    | Canadiens   | Montréal  | 0-4     | | 22-14-1 | 45  | Koskinen       | Centre Bell           | [ fdm 37 ] |
| 38 | 02 avril   | Flames      | Edmonton  | 2-3     | Nugent-Hopkins (Draisaitl) Kahun (Yamamoto - Bear) McDavid (Draisaitl) | 23-14-1 | 47  | Smith          | Rogers Place          | [ fdm 38 ] |
| 39 | 05 avril   | Canadiens   | Montréal  | 2-3 (P) | Shore (Khaira) Nurse (Draisaitl - Puljujärvi) | 23-14-2 | 48  | Smith          | Centre Bell           | [ fdm 39 ] |
| 40 | 07 avril   | Sénateurs   | Ottawa    | 4-2     | Draisaitl (McDavid - Barrie) Draisaitl (McDavid - Bear) McDavid (Draisaitl - Barrie) Draisaitl (McDavid) | 24-14-2 | 50  | Koskinen       | Centre Canadian Tire  | [ fdm 40 ] |
| 41 | 08 avril   | Sénateurs   | Ottawa    | 3-1     | Yamamoto (McDavid - Barrie) Shore (Jones - Khaira) Puljujärvi | 25-14-2 | 52  | Smith          | Centre Canadian Tire  | [ fdm 41 ] |
| 42 | 10 avril   | Flames      | Calgary   | 0-5     | | 25-15-2 | 52  | Smith          | Scotiabank Saddledome | [ fdm 42 ] |
| 43 | 17 avril   | Jets        | Winnipeg  | 3-0     | Barrie (McDavid - Yamamoto) Puljujärvi (McDavid - Draisaitl) Chiasson (Barrie - Draisaitl) | 26-15-2 | 54  | Smith          | Bell MTS Place        | [ fdm 43 ] |
| 44 | 19 avril   | Canadiens   | Edmonton  | 1-4     | Bear (McDavid - Puljujärvi) McDavid Puljujärvi (McDavid) Shore (Yamamoto - Russell) | 27-15-2 | 56  | Smith          | Rogers Place          | [ fdm 44 ] |
| 45 | 21 avril   | Canadiens   | Edmonton  | 4-3     | McDavid (Jones) Nugent-Hopkins (McDavid - Draisaitl) Puljujärvi (McDavid - Barrie) | 27-16-2 | 56  | Smith          | Rogers Place          | [ fdm 45 ] |
| 46 | 26 avril   | Jets        | Winnipeg  | 6-1     | Chiasson (Larsson - Draisaitl) McDavid (Barrie) McDavid (Kahun - Puljujärvi) Draisaitl (Nugent-Hopkins) Nurse (Puljujärvi - McDavid) McDadvid                                                                                    | 28-16-2 | 58  | Smith          | Bell MTS Place        | [ fdm 46 ] |
| 47 | 28 avril   | Jets        | Winnipeg  | 3-1     | Barrie (McDavid - Nugent-Hopkins) Nugent-Hopkins (Barrie - McDavid) Draisaitl (McDavid - Nurse) | 29-16-2 | 60  | Koskinen       | Bell MTS Place        | [ fdm 47 ] |
| 48 | 29 avril   | Flames      | Edmonton  | 3-1     | Neal (Russell - Archibald) | 29-17-2 | 60  | Smith          | Rogers Place          | [ fdm 48 ] |
| 49 | 01 mai     | Flames      | Edmonton  | 1-4     | McDavid (Draisaitl - Barrie) Bear (McDavid - Draisaitl) Archibald (Draisaitl - McDavid) Nurse (Archibald - Draisaitl) | 30-17-2 | 62  | Smith          | Rogers Place          | [ fdm 49 ] |
| 50 | 03 mai     | Canucks     | Vancouver | 5-3     | Puljujärvi (McDavid - Draisaitl) Barrie (Puljujärvi - McDavid) McDavid Kahun (Kulikov - Nugent-Hopkins) McDavid (Draisaitl - Archibald)                                                                                          | 31-17-2 | 64  | Koskinen       | Rogers Arena          | [ fdm 50 ] |
| 51 | 04 mai     | Canucks     | Vancouver | 4-1     | Draisaitl (McDavid) Draisaitl (McDavid - Barrie) Bouchard (Nurse - Kahun) Nurse (Archibald - Chiasson) | 32-17-2 | 66  | Smith          | Rogers Arena          | [ fdm 51 ] |
| 52 | 06 mai     | Canucks     | Edmonton  | 6-3     | Draisaitl (McDavid - Smith) Puljujärvi (McDavid -Barrie) Draisaitl (Nurse - McDavid) | 32-18-2 | 66  | Koskinen       | Rogers Place          | [ fdm 52 ] |
| 53 | 08 mai     | Canucks     | Edmonton  | 3-4     | McDavid (Bear - Nurse) Puljujärvi (McDavid - Barrie) Draisaitl (Neal - McDavid) Draisaitl (McDavid - Nurse) | 33-18-2 | 68  | Smith          | Rogers Place          | [ fdm 53 ] |
| 54 | 10 mai     | Canadiens   | Montréal  | 4-3 (P) | Neal (McLeod - Chiasson) Nugent-Hopkins (Yamamoto - Draisaitl) Kahun (McDavid - Jones) McDavid (Draisaitl) | 34-18-2 | 70  | Koskinen       | Centre Bell           | [ fdm 54 ] |
| 55 | 12 mai     | Canadiens   | Montréal  | 4-3 (P) | Chiasson (Neal - Kulikov) Nugent-Hopkins (Barrie - McDavid) Draisaitl (Chiasson - McDavid) Kahun (Draisaitl - Barrie) | 35-18-2 | 72  | Smith          | Centre Bell           | [ fdm 55 ] |
| 56 | 15 mai     | Canucks     | Edmonton  | 4-1     | Larsson (McDavid - Draisaitl) | 35-19-2 | 72  | Koskinen       | Rogers Place          | [ fdm 56 ] |

### Classement de l'équipe
L'équipe des Oilers finit à la deuxième place de la division Nord Scotia et se qualifient pour les Séries éliminatoires, Les Maples Leafs sont sacrés champion de la division. Au niveau de la Ligue nationale de hockey, cela les place à la dix-huitième place, les premiers étant l'Avalanche du Colorado avec huitante-deux points.
| Clt   | Équipe                 | PJ | V  | D  | DP | BP  | BC  | Pts |
| ----- | ---------------------- | -- | -- | -- | -- | --- | --- | --- |
| +001, | Maple Leafs de Toronto | 56 | 35 | 13 | 7  | 185 | 144 | 77  |
| +002, | Oilers d'Edmonton      | 56 | 35 | 19 | 2  | 183 | 154 | 72  |
| +003, | Jets de Winnipeg       | 56 | 30 | 23 | 3  | 170 | 154 | 63  |
| +004, | Canadiens de Montréal  | 56 | 24 | 21 | 11 | 159 | 168 | 59  |
| +005, | Flames de Calgary      | 56 | 26 | 27 | 3  | 156 | 161 | 55  |
| +006, | Sénateurs d'Ottawa     | 56 | 23 | 28 | 5  | 157 | 190 | 51  |
| +007, | Canucks de Vancouver   | 56 | 23 | 29 | 4  | 151 | 188 | 50  |

- En gras : vainqueur de division
- En italique : équipe qualifiée pour les séries

Avec cent-huitante-trois buts inscrits, les Oilers possèdent la septième attaque de la ligue, les meilleures étant l'Avalanche du Colorado avec cent-nonante-sept buts comptabilisés et les moins performants étant les Ducks d'Anaheim avec cent-vingt-six buts. Au niveau défensif, les Oilers accordent cent-cinquante-quatre buts, soit une douzième place pour la ligue, les Golden Knights de Vegas est l'équipe qui a concédé le moins de buts (cent-vingt-quatre) alors qu'au contraire, les Flyers de Philadelphie en accordent deux-cent-un buts.

### Meneurs de la saison
Connor McDavid est le joueur des Oilers qui a inscrit le plus de buts (trente-trois), le classant à la 2e position au niveau de la ligue. Ce classement est remporté par Auston Matthews des Maple Leafs de Toronto avec quarante et une réalisations.
Le joueur comptabilisant le plus d'aides chez les Oilers est à nouveau Connor McDavid. Avec septante et deux passes comptabilisées, il est le meneur au sein de la ligue.
Connor McDavid en comptabilise cent-cinq, il est le joueur cen comptabilisant le plus à travers la ligue et remporte ce classement.
Au niveau des défenseurs, Tyson Barrie des Oilers d'Edmonton est le défenseur comptabilisant le plus de points dans toute la ligue, avec un total de quarante-huit.
Concernant les Gardien, Mike Smith accorde septante et un buts en mille-huit-cent-quarante-sept minutes, pour un pourcentage d’arrêt de nonante-deux, trois et Mikko Koskinen accorde, quant à lui, septante-six buts en mille-quatre-cent-trente-huit minutes, pour un pourcentage d'arrêt de huitante-neuf, neuf.Jack Campbell est le gardien ayant accordé le moins de buts (quarante-trois) et Connor Hellebuyck le plus (cent-douze), Hellebuyck est également le gardien disputant le plus de minutes de jeu (deux-mille-six-cent-deux), Alexander Nedeljkovic est le gardien présentant le meilleur taux d’arrêts avec (nonante-trois, deux) et Carter Hart le pire (huitante-sept, sept).
A propos des recrues, Evan Bouchard comptabilise cinq points, finissant à la 65e place au niveau de la ligue. Kirill Kaprizov du Wild du Minnesota est la recrue la plus prolifique avec un total de cinquante et un point.
Enfin, au niveau des pénalités, les Oilers ont totalisé quatre-cent-trente-quatre minutes de pénalité dont cinquante-sept minutes pour Darnell Nurse. Le joueur le plus pénalisé de la ligue est Tom Wilson des Capitals de Washington avec nonante-six minutes et l'équipe la plus pénalisée est le Lightning de Tampa Bay.

## Séries éliminatoires

### Déroulement des séries

#### Premier tour contre les Jets
Les Oilers d'Edmonton, deuxièmes de la division Nord, affrontent les Jets de Winnipeg qui ont terminé troisième. Les Oilers sont favoris de la série après avoir remporté sept des neuf confrontations entre les deux équipes lors de la saison régulière. Lors de ces rencontres, Connor McDavid, capitaine des Oilers et meilleur pointeur de la ligue, a marqué à chaque fois au moins deux points pour un total de 7 buts et 22 points. Leon Draisaitl, deuxième pointeur de la ligue derrière son coéquipier et vainqueur des trophées Art-Ross et Hart la saison précédente, a récolté 7 buts et 12 points. Ces confrontations ont également vu les gardiens des deux équipes connaître des statistiques opposées : Mike Smith, des Oilers, a enregistré 93,6 % d'arrêts alors que Connor Hellebuyck pour Winnipeg a terminé avec un mauvais bilan de 87,7 %, bien loin de sa moyenne de la saison de 91,6 %,.
| 7 juillet 2021 | Edmonton | 1-4 (0-0, 1-1, 0-3) | Winnipeg | Rogers Place |

| Feuille de match | Feuille de match                         | Feuille de match    | Feuille de match | Feuille de match                                                        |
| ---------------- | ---------------------------------------- | ------------------- | --- | ----------------------------------------------------------------------- |
|                  | Puljujärvi (Barrie, Nurse) — 28 min 24 s | 1-0 1-1 1-2 1-3 1-4 | Poolman (Wheeler, Thompson) — 31 min 1 s Toninato (Stanley, Thompson) — 49 min 14 s Connor (Scheifele, Pionk) — 58 min 13 s (CV) Wheeler (Connor, Scheifele) — 58 min 45 s (CV) | Arbitrage : Graham Skilliter, Kevin Pollock Steve Barton, Mark Shewchyk |
| Smith            | Gardiens                                 | Hellebuyck          | | Arbitrage : Graham Skilliter, Kevin Pollock Steve Barton, Mark Shewchyk |
| 0 min            | Pénalités                                | 2 min               | | Arbitrage : Graham Skilliter, Kevin Pollock Steve Barton, Mark Shewchyk |
| 33               | Tirs                                     | 22                  | | Arbitrage : Graham Skilliter, Kevin Pollock Steve Barton, Mark Shewchyk |

| 21 mai 2021 | Edmonton | 0-1 (pr) (0-0, 0-0, 0-0, 0-1) | Winnipeg | Rogers Place |

| Feuille de match | Feuille de match | Feuille de match | Feuille de match                     | Feuille de match                                                         |
| ---------------- | ---------------- | ---------------- | ------------------------------------ | ------------------------------------------------------------------------ |
|                  |                  | 0-1              | Stastny (Copp, Poolman) — 64 min 6 s | Arbitrage : Graham Skilliter, Marc Joannette Mark Shewchyk, Steve Barton |
| Smith            | Gardiens         | Hellebuyck       |                                      | Arbitrage : Graham Skilliter, Marc Joannette Mark Shewchyk, Steve Barton |
| 6 min            | Pénalités        | 8 min            |                                      | Arbitrage : Graham Skilliter, Marc Joannette Mark Shewchyk, Steve Barton |
| 38               | Tirs             | 36               |                                      | Arbitrage : Graham Skilliter, Marc Joannette Mark Shewchyk, Steve Barton |

| 23 mai 2021 | Winnipeg | 5-4 (pr) (0-2, 1-1, 3-1, 1-0) | Edmonton | Bell MTS Place |

| Feuille de match | Feuille de match | Feuille de match                    | Feuille de match | Feuille de match                                                     |
| ---------------- | --- | ----------------------------------- | --- | -------------------------------------------------------------------- |
|                  | Ehlers (Dubois) — 37 min 13 s (SN) Perreault (Copp, Dubois) — 51 min 41 s (SN) Wheeler (Morrissey, Scheifele) — 54 min 28 s Morrissey (Lowry) — 54 min 44 s Ehlers (Stastny) — 69 min 13 s | 0-1 0-2 1-2 1-3 1-4 2-4 3-4 4-4 5-4 | Draisaitl (Koekkoek, McDavid) — 6 min 33 s Draisaitl (Yamamoto, McDavid) — 9 min 10 s (SN) Kassian (Draisaitl, McDavid) — 38 min 17 s Khaira (Larsson, Shore) — 44 min 43 s | Arbitrage : Marc Joannette, Brad Meier Steve Barton, David Brisebois |
| Hellebuyck       | Gardiens | Smith                               | | Arbitrage : Marc Joannette, Brad Meier Steve Barton, David Brisebois |
| 6 min            | Pénalités | 6 min                               | | Arbitrage : Marc Joannette, Brad Meier Steve Barton, David Brisebois |
| 37               | Tirs | 48                                  | | Arbitrage : Marc Joannette, Brad Meier Steve Barton, David Brisebois |

| 7 juillet 2021 | Winnipeg | 4-3 (3 pr) (2-1, 0-2, 1-0, 0-0, 0-0, 1-0) | Edmonton | Bell MTS Place |

| Feuille de match | Feuille de match | Feuille de match            | Feuille de match | Feuille de match                                                    |
| ---------------- | --- | --------------------------- | --- | ------------------------------------------------------------------- |
|                  | Scheifele (Wheeler, Morrissey) — 6 min 16 s (SN) Appleton (Morrissey, Lowry) — 15 min 55 s Scheifele (Connor, Wheeler) — 46 min 1 s Connor (Pionk) — 106 min 52 s | 1-0 1-1 2-1 2-2 2-3 3-3 4-3 | McDavid (Draisaitl, Puljujärvi) — 7 min 33 s Nugent-Hopkins (Kassian, Larsson) — 23 min 44 s Chiasson (Draisaitl, Nugent-Hopkins) — 36 min 37 s (SN) | Arbitrage : Eric Furlatt, Brad Meier Scott Cherrey, David Brisebois |
| Hellebuyck       | Gardiens | Smith                       | | Arbitrage : Eric Furlatt, Brad Meier Scott Cherrey, David Brisebois |
| 8 min            | Pénalités | 10 min                      | | Arbitrage : Eric Furlatt, Brad Meier Scott Cherrey, David Brisebois |
| 43               | Tirs | 40                          | | Arbitrage : Eric Furlatt, Brad Meier Scott Cherrey, David Brisebois |

- Cet article est partiellement ou en totalité issu de l'article intitulé « Séries éliminatoires de la Coupe Stanley 2021 » (voir la liste des auteurs).

### Statistiques des joueurs
| No | Nationalité | Joueur     | PJ | V | D | DP | Min | BC | BL | Moy  | %Arr | A | Pun |
| -- | ----------- | ---------- | -- | - | - | -- | --- | -- | -- | ---- | ---- | - | --- |
| 41 | Canada      | Mike Smith | 4  | 0 | 4 | 0  | 300 | 12 | 0  | 2,40 | 91,2 | 0 | 0   |

| No | Nationalité | Joueur          | PJ | B | A | Pts | Pun |
| -- | ----------- | --------------- | -- | - | - | --- | --- |
| 4  | Canada      | Kris Russell    | 1  | 0 | 0 | 0   | 0   |
| 6  | Suède       | Adam Larsson    | 4  | 0 | 2 | 2   | 2   |
| 20 | Canada      | Slater Koekkoek | 4  | 0 | 1 | 1   | 0   |
| 22 | Canada      | Tyson Barrie    | 4  | 0 | 1 | 1   | 0   |
| 25 | Canada      | Darnell Nurse   | 4  | 0 | 1 | 1   | 2   |
| 70 | Russie      | Dmitry Kulikov  | 3  | 0 | 0 | 0   | 0   |
| 74 | Canada      | Ethan Bear      | 4  | 0 | 0 | 0   | 2   |

| No | Nationalité        | Joueur              | Poste | PJ | B | A | Pts | Pun |
| -- | ------------------ | ------------------- | ----- | -- | - | - | --- | --- |
| 13 | Finlande           | Jesse Puljujärvi    | AD    | 4  | 1 | 1 | 2   | 0   |
| 14 | Canada             | Devin Shore         | C     | 2  | 0 | 1 | 1   | 0   |
| 15 | Canada             | Josh Archibald      | AD    | 3  | 0 | 0 | 0   | 2   |
| 16 | Canada             | Jujhar Khaira       | AG    | 4  | 1 | 0 | 1   | 6   |
| 18 | Canada             | James Neal          | AG    | 2  | 0 | 0 | 0   | 0   |
| 21 | République tchèque | Dominik Kahun       | C     | 2  | 0 | 0 | 0   | 0   |
| 29 | Allemagne          | Leon Draisaitl      | C     | 4  | 2 | 3 | 5   | 2   |
| 39 | Canada             | Alex Chiasson       | AD    | 3  | 1 | 0 | 1   | 0   |
| 44 | Canada             | Zack Kassian        | AD    | 4  | 1 | 1 | 2   | 0   |
| 56 | États-Unis         | Kailer Yamamoto     | AD    | 4  | 0 | 1 | 1   | 2   |
| 63 | Canada             | Tyler Ennis         | C     | 2  | 0 | 0 | 0   | 0   |
| 71 | Canada             | Ryan McLeod         | C     | 4  | 0 | 0 | 0   | 0   |
| 91 | Suisse             | Gaëtan Haas         | C     | 2  | 0 | 0 | 0   | 0   |
| 93 | Canada             | Ryan Nugent-Hopkins | C     | 4  | 1 | 1 | 2   | 0   |
| 97 | Canada             | Connor McDavid      | C     | 4  | 1 | 3 | 4   | 0   |